# Aníbal Arias
Aníbal Arias (Buenos Aires, 20 de julho de 1922 - Buenos Aires, 3 de outubro de 2010) foi um violonista argentino de destaque na história do tango.